# Benedek (plébános)
Benedek (15. század) plébános.

## Élete
Vezetéknevét nem ismerjük. Turócszentmártoni plébános volt. Emlékét egy 1441-ben lejegyzett műve őrzi.

## Műve
- Sermones Sacri et Homiliae című papírkódex, mely latin szentbeszédeket tartalmaz. A körmöcbányai plébánia könyvtárának középkori kódexeiből Ipolyi Arnold Schematismus historicus dioecesis Neosoliensis (1876.) című munkájában közölte első ízben.